# Infinite Dendrogram
Infinite Dendrogram (яп. インフィニット・デンドログラム Инфинитто Дэндорогураму) — ранобэ авторства Сакона Кайдо с иллюстрациями Тайки, выпускающееся издательством HobbyJAPAN в журнале HJ Bunko с 1 ноября 2016 года. Первоначально публикация серии стартовала в 2015 году на онлайн-ресурсе Shousetsuka ni Narou. По результатам 2017 года серия была включена в рекомендательный список Kono Light Novel ga Sugoi!, заняв в нём третье место в категории бункобонов.
На основе сюжета оригинального произведения были осуществлены несколько адаптаций в другие медиа-форматы. С 22 декабря 2016 в журнале Comic Fire издаётся одноимённая манга, иллюстрированная мангакой Ками Имаи. С июля 2019 года в журнале Monthly Comic Alive издательства Kadokawa Shoten был начат выпуск спин-оффа на основе сеттинга ранобэ — Infinite Dendrogram Another, оформление которого было поручено мангаке La-na.
24 января 2019 года состоялся анонс аниме-адаптации романа, работу над которой возглавил режиссёр Томоки Кобаяси, ранее известный по сериалам Utawarerumono и Akame ga Kill!.

## Сюжет
В 2043 году в мире была выпущена первая в истории массовая многопользовательская онлайн-игра Infinite Dendrogram с реализованным погружением в виртуальную реальность, способной имитировать для игроков воздействие на пять органов чувств. Японский школьник Рэйдзи Микудори в течение двух лет мечтал о возможности сыграть в эту игру, и наконец, поступив в колледж и переехав от родителей, начал развитие своего персонажа, которому выбрал имя Рэй Старлинг. Вскоре Рэйдзи начинает казаться, что неигровые персонажи обладают чрезвычайно высоким искусственным интеллектом, и он постепенно перестаёт отличать их от обычных игроков, всё больше погружаясь в жизнь внутри игры. Вместе со своим старшим братом Сюити Рэйдзи присоединяется к одной из стран внутри игры, которая оказалась на пороге военного конфликта.

## Персонажи
Рэй Старлинг (яп. レイ・スターリング Рэй Сута:рингу) / Рэйдзи Микудори  (яп. 椋鳥玲二 Микудори Рэйдзи )
Сэйю: Сома Сайто
Немезида (яп. ネメシス Нэмэсису)
Сэйю: Юко Оно
Сю Старлинг (яп. シュウ・スターリング Сю Сута:рингу) / Сюити Микудори (яп. 椋鳥修一 Микудори Сю:ити)
Сэйю: Сатоси Хино

## Критика
Оценивая завязку ранобэ, критик портала Anime News Network Ребекка Сильверман отметила, что произведение относится к разновидности жанра исэкай, ранее реализованной в таких франшизах как Sword Art Online и Log Horizon и заключающейся в том, что игроки онлайн-игр настолько теряют связь с реальностью, что практически перестают отличать игровой мир от настоящего. Сильверман подчеркнула, что несмотря на практическое отсутствие отличий от общей концепции подобных работ Сакону Кайдо удалось объединить отдельные сюжетные ходы, типичные для этого направления, так, что они не вызывали отторжения у читателя и выглядели довольно интересно.
Рецензент отмечала, что необычность решений автора заключается в его подходе к неигровым персонажам и отсутствию возрождения убитых, что серьёзным образом влияло на внутриигровой мир, делая его больше похожим на настоящее фэнтези, а не просто игру. Тем не менее в числе негативных сторон работы критик выделила постоянное объяснение отдельных игровых параметров персонажей, существенно снижавшее, по её мнению, скорость и увлекательность чтения и вынуждая читателя пропускать целые фрагменты текста. Несмотря на это обозреватель отметила неплохой потенциал у работы, который способен раскрыться в последующих томах.